# Novohrîhorivka (Novohrîhorivka), Voznesensk
Novohrîhorivka (în ucraineană Новогригорівка, în română Târgu Frumos) este localitatea de reședință a comunei Novohrîhorivka din raionul Voznesensk, regiunea Mîkolaiiv, Ucraina.